# توم بيرجيرون
توماس «توم» بيرغيرون (بالإنجليزية: }Tom Bergeron)‏ ولد في 6 مايو في 1955 في هافرهيل، ماساتشوستس. وهو مذيع ومقدم برامج أمريكي. اشتهر بتقديمه لبرنامج الرقص مع النجوم وأميركاز فانيست هوم فيديوز. وعمل كمذيع بديل لبرنامج من سيربح المليون. 

## وصلات خارجية
- توم بيرجيرون على موقع IMDb (الإنجليزية)
- توم بيرجيرون على موقع ميتاكريتيك (الإنجليزية)
- توم بيرجيرون على موقع روتن توميتوز (الإنجليزية)
- توم بيرجيرون على موقع ألو سيني (الفرنسية)
- توم بيرجيرون على موقع ميوزك برينز (الإنجليزية)
- توم بيرجيرون على موقع تيرنر كلاسيك موفيز (الإنجليزية)
- توم بيرجيرون على موقع أول موفي (الإنجليزية)
- توم بيرجيرون على موقع إن إن دي بي (الإنجليزية)
- توم بيرجيرون على موقع قاعدة بيانات الفيلم (الإنجليزية)
- توم بيرجيرون على موقع كينوبويسك (الروسية)